# ガイア・ガールズ
ガイア・ガールズ（GAEA GIRLS）は、2000年に公開されたドキュメンタリー映画。カラー作品/上映時間100分。
かつて宝塚歌劇団を扱った『ドリーム・ガールズ』や『新宿ボーイズ』など日本が舞台のドキュメンタリー作品を製作してきたジャノ・ウィリアムズ、キム・ロンジノットが監督を務める。
第36回シカゴ国際映画祭優秀ドキュメンタリー賞を受賞、ベルリン国際映画祭や山形国際ドキュメンタリー映画祭にも出品された。
日本の女子プロレス団体であるGAEA JAPANで明日のスターを夢見てデビューを目指す練習生竹内彩夏と、それを取り巻く選手たちとの交流、育成者としての長与千種の生き方を描いた作品である。

## スタッフ
- ジャノ・ウィリアムズ（監督）
- キム・ロンジノット（監督、製作、撮影）
- メリー・ミルトン（録音）
- ブライアン・タッグ（編集）

## 出演者
- 竹内彩夏
- 長与千種
- 里村明衣子
- 広田さくら
- 永島千佳世
- 植松寿絵
- 加藤園子
- シュガー佐藤

## 特記
- 主役的に出演した竹内彩夏は2001年8月に引退している。
- かつてGAEA JAPANに所属していた沼尾マキエの退団までの顛末が収められているが、その件に関しての詳しい説明がないため一般視聴者には理解しにくくなっている。
- プロレスラーのタノムサク鳥羽がわずかに登場している。
- 国外での評価が極めて高い作品であるが、ドキュメンタリーという性質上国内でのTV放映はないと思われる。（主役である竹内や、その他の中途退団者数名の体面上の問題もあるため）

## メディア
ビデオとDVDにてパイオニアLDCより販売された。DVD版には舞台挨拶やトークイベント、日本版の劇場予告が特典として収録されている。